# Бурнонвиль, Александр II де
Князь Александр-Ипполит-Бальтазар де Бурнонвиль (фр. Alexandre-Hippolyte-Balthazar de Bournonville; 5 января 1616 — 20 августа 1690, Памплона) — военачальник и государственный деятель Испании и Священной Римской империи.

## Биография
Сын герцога Александра I де Бурнонвиля и Анны де Мелён.
Граф де Энен-Льетар, барон де Комон, сеньор де Раншикур, Дивион, Мениль, Фюрн, Бондю, Васкешаль, Тамиз.
Вырос в Брюсселе при дворе инфанты Изабеллы. В 1626 году получил роту пехоты. В 1633 году был отправлен отцом учиться в Париж, откуда в 1637-м перебрался ко двору герцога Савойского. В следующем году стал капитаном в полку графа фон Ритберга, с которым воевал в Германии, в том числе при взятии Кройцнаха в 1640-м и Дорштейна в 1641 году. В том же году получил немецкий пехотный полк, а в 1643 году губернаторство в Хамме, столице графства Марк. Защищал тамошнюю монашескую обитель от агрессии со стороны местного населения, принявшего протестантизм. Укрепив город, сорвал планы гессенцев и шведов генерала Кёнигсмарка, намеревавшихся атаковать это место.
В 1644 году был губернатором Меппена, крепости в Мюнстерском епископстве. После окончания кампании вернулся на свой пост в Хамме. В 1645 году в должности генерала отличился во втором сражении при Нёрдлингене, где командовал войсками Вестфальского округа и взял несколько знамён, получив две пули в свою кирасу. После гибели графа фон Мерси и пленения французами фельдмаршала ван Гелена и генерала кавалерии герцога Гольштейнского принял командование остатками разбитой армии.
Немного позднее, при рекогносцировании Вимпфена, получил ещё две пули в свой доспех. Вернувшись в Хамм, в кампании 1646 и 1647 годов оборонял Остфрисландию от графа Кёнигсмарка, которого в 1648 заставил снять осады Меппена и Падерборна. В том же году два раза оказывал помощь генералу Ламбуа: у Нойса и Ренена, близ Мюнстера, и 1 сентября 1648 был официально произведён в генерал-фельдвахтмейстеры.
В 1649 году император Фердинанд III назначил Бурнонвиля дворянином своей Палаты, а король Испании приказал восстановить во владении землями дома, конфискованными брюссельской счётной палатой после осуждения и бегства его отца. После подписания Мюнстерского мира вернулся в свои владения, где набрал полк немецкой пехоты, передав его своему брату виконту де Барлену.
В 1650 году вместе с герцогом Вюртембергским вторгся во Францию на помощь принцу Конде, в армии которого командовал испанскими артиллерией и пехотой. Участвовал в осадах Ретеля и Рокруа, где получил жестокую контузию, а мушкетная пуля пробила его шляпу, зацепив ухо. С большим мужеством действовал при обороне Арраса в 1654 году , и когда французы прорвали линии обороны, последним покинул траншею и в порядке отступил к Камбре. В следующем году четыре месяца оборонял Конде, сдав это место только по приказу эрцгерцога Леопольда Вильгельма. Тридцать один день продержался в осаждённом Валансьене, дав время Хуану Австрийскому и принцу Конде прийти на помощь.
12 июля 1658 в Мадриде король Испании пожаловал ему титул князя де Бурнонвиля, возведя в этот ранг сеньорию Бугенхаут в Брабанте. До этого Александр назывался герцогом де Бурнонвилем, хотя этот титул и французские владения дома его отец в 1651 году официально передал своему второму сыну Амбруазу. После окончания франко-испанской войны Людовик XIV 24 сентября 1660 пожаловал князю, прибывшему в Лувр, те же почести при своём дворе, которыми пользовался его брат. На следующий день братья подписали договор о транзакции владений, по которым князь уступал младшему брату французские сеньории.
Конфликту из-за титула и владений посвящена любопытная брошюра, изданная неким доктором права под инициалами F. I. C. без указания года и места, под названием «Апологетическая защита, или Выведение факта для монсеньора Александра, сира, герцога и князя де Бурнонвиля, графа де Энена, против монсеньора Амбруаза де Бурнонвиля, его второго брата, назначенного герцогом и пэром Франции, придворным королевы, и губернатором Парижа».
21 мая 1666 Карл II назначил своего «дорогого и преданного кузена» губернатором и генерал-капитаном Артуа. В 1667 году война возобновилась, и Бурнонвиль захватил несколько французских конвоев.
С началом Голландской войны в 1672 году был вызван в Брюссель, где занимался ремонтом укреплений, затем был направлен в Германию на помощь императору. 6 августа 1672 был произведён в генерал-фельдмаршалы, и действовал в районе Падерборна вместе с курфюрстом Бранденбургским.
В кампанию 1673 года действовал под командованием имперского генералиссимуса князя Монтекукколи, в отсутствие которого активно участвовал в осаде Бонна. В том же году был пожалован должностью дворянина Палаты императора Леопольда.
В 1674 году помешал французам осадить Лимбург, затем был направлен в Пфальц, где после разгрома имперцев при Зинсхайме собрал остатки армии и увёл их на правобережье Рейна по страсбургскому мосту. Был разбит Тюренном при Энцхейме 4 октября, Мюльхаузене 29 декабря и Тюркхейме 5 января 1675. В 1675 году получил из рук Монтекукколи цепь ордена Золотого руна, пожалованную ещё в 1672 году.
В 1676 году был вызван королём Испании в Каталонию, где служил в качестве генерала-кампмейстера и члена военного совета. В 1677 году был направлен на подавление Мессинского восстания. Высадившись недалеко от города, овладев окрестными крепостями и блокировав Мессину, заставил мятежников подчиниться королю. В следующем году назначен вице-королём Каталонии, где также командовал войсками в должности генерал-капитана. В 1684 году был разбит в бою на реке Тер, после чего французы неудачно осаждали Жирону. В 1686 году назначен вице-королём Наварры. Умер в Памплоне; его сердце было помещено в церкви этого города, а тело перевезено в Брюссель и погребено в родовой усыпальнице в церкви кармелитов.
По словам отца Ансельма, князь хорошо разбирался в математике, фалеристике и истории, а также в нескольких других науках.

## Семья
Жена (3.05.1656): Жанна Эрнестина Франсуаза д'Аренберг (9.04.1628—10.10.1663), дочь князя Филиппа-Шарля д'Аренберга и Изабель-Клер де Берлемон. Умерла при родах.
Дети:
- Анна-Мария-Франсуаза де Бурнонвиль (8.02.1657—1727). Муж (25.10.1672): Филипп-Эммануэль-Фердинанд де Крой (1641—1718), принц де Сольр
- Александр Эрнест де Бурнонвиль (05—25.11.1658)
- Александр Шарль Франсуа де Бурнонвиль (2.04.1659—09.1660)
- Изабелла-Тереза де Бурнонвиль (20.05.1660—). Муж (1678): Косм-Клод Филипп д'Онньи, граф де Купиньи
- князь Александр-Альбер де Бурнонвиль (16.04.1662—3.09.1705). Жена (29.08.1682): Шарлотта-Виктория д'Альбер де Люин (1667—1701), дочь Луи-Шарля д'Альбера, герцога де Люина, и Анны де Роган-Монбазон
- Мария-Франсуаза де Бурнонвиль (20.09.1663—1742). Муж (3.02.1694): Клод де Ришардо, граф де Каммераж (1663—1701)